# Robert Philippe (historien)
 (avril 2022).
Si vous disposez d'ouvrages ou d'articles de référence ou si vous connaissez des sites web de qualité traitant du thème abordé ici, merci de compléter l'article en donnant les références utiles à sa vérifiabilité et en les liant à la section « Notes et références ».
Pour les articles homonymes, voir Philippe et Robert Philippe.
Robert Philippe, né le 23 novembre 1924 à Charray (Eure-et-Loir), en France, et mort à la Loupe (Eure-et-Loir) le 12 septembre 1998, est un historien médiéviste français.
Il s'intéresse notamment dans ses recherches à l'histoire des techniques médiévales.
En 1980, à 55 ans, il acquiert le titre de docteur. En 1986 il contribue à la rédaction de l’ouvrage collectif : Les servitudes de la puissance : Une histoire de l'énergie.

## Biographie

### Jeunesse
Robert Philippe naît en France. Fils de meunier, il se passionne pour la terre, la nature et surtout les moulins. Il hérite d’une connaissance intime de la vie rurale et des mécaniques complexes et très élaborées que sont les machines hydrauliques et éoliennes. Il habitera longtemps un moulin sur l'Aigre, en bordure de la Beauce, à son départ de Paris.
Professeur certifié en 1952, il est agrégé en 1954 et enseigne au Lycée Carnot entre 1956 et 1959. Il y publie des ouvrages d'histoire scolaire, déjà marqués par l'approche de la longue durée, par l'intelligence des modes de production matériels et du rôle essentiel de l’énergie.

### Les années avec Fernand Braudel à l'EPHE
Il intègre le Centre national de la recherche scientifique et rejoint en 1958 la 6e section de l'École pratique des hautes études, créée par Fernand Braudel en 1946. Il est à l’origine de plusieurs enquêtes de la 6e section de l’École des hautes études devenue EHESS : villages désertés, alimentation.
De 1959 à 1963, il est chargé par Fernand Braudel de la direction du Centre de recherches historiques de l'École pratique des hautes études et de la coordination de la Division d’Histoire. En 1963, Il est co-auteur avec F. Braudel et S. Baille de l'ouvrage Le Monde actuel – Histoire et Civilisations. Conservateur de musée, il dirige la publication d’une histoire des civilisations. Directeur de l’Institut d’histoire de l’université du Mans, il publie également une histoire de France.
En 1963, avec Suzanne Baille et Fernand Braudel, il est co-auteur  de Le monde actuel - Histoire et Civilisation.
Entre 1964 et 1966, sous-directeur à l'EPHE, il dirige une encyclopédie en cinq volumes : La Métamorphoses de l'humanité. L'ensemble évoque une histoire de l'art et du monde. Il en co-rédige les volumes consacrés au Moyen Âge.

### La rupture avec Braudel et le retour au Mans
Il rompt avec F. Braudel et quitte Paris à la fin des années 1960.
En tant qu’agrégé de l'université, il est nommé chargé d'enseignement à la faculté des lettres et sciences humaines du Mans. Il y dirige en 1972 une collection encyclopédique : Histoire de la France, dont il rédige le volume consacré au Moyen Âge : 1100-1300 La France des Cathédrales. Ayant pris la présidence de la Société Dunoise d'histoire entre 1972 et 1978, il entame une collaboration fructueuse avec l'abbé François Garnier, spécialiste de l'iconographie médiévale.
Comme professeur, il défendait, non sans malice, l'idée d' un bel-âge féodal, expliquant à ses étudiants que le fonctionnement de cette société était le produit d'une coopération entre ceux qui détenaient les outils de production (moulins, fours), c'est-à-dire les seigneurs, et les paysans qui, en échange de leur utilisation, versaient une contribution (banalité), cette dernière n'étant guère une marque de soumission. Dans le monde rural, en ces temps féodaux, les seigneurs étaient seuls capables d'investir des sommes considérables pour la construction de ces outils et d'assurer leur maintenance, et la taxe payée par les paysans était davantage un moyen pour le seigneur de faire un retour sur ses investissements. La société fonctionnait ainsi, d'une certaine manière, selon le principe du don et du contre-don. Robert Philippe était également attentif à conduire ses étudiants sur le terrain dans des visites de petites églises romanes comme à Tavant (Indre-et-Loire). Secondé par François Garnier, il les sensibilisait de la sorte non seulement à la préservation d'un patrimoine fragile, mais aussi au décodage d'un langage iconographie qui mettait en communication directe, l'homme du présent avec ses lointains ancêtres. Ces excursions ont laissé dans la mémoire et le cœur de ses étudiants un souvenir impérissable d'une grande convivialité. Son enseignement était de la sorte des plus élégant et des plus stimulant.

### Thèse d'État
En 1979, Robert Philippe se rapproche à nouveau de son maître F. Braudel, qui accepte d'examiner sa thèse comme membre jury. L'année suivante, il soutient une thèse d’État intitulée L'énergie au Moyen Âge.
Au début des années 1980, bien que sa santé commence à s'altérer, il publie des articles et des ouvrages. Sa dernière contribution est sa participation à l'ouvrage Les servitudes de la puissance - une histoire de l'énergie.

## Publications
- Le Monde Actuel - Histoire et Civilisations, Belin, 1963
- Histoire de la France, Culture, Art, Loisirs, Paris 1972
- Agnès Sorel , Hachette, 1983

De 1964 à 1966, Robert Philippe a dirigé la collection Les Métamorphoses de l'Humanité. Une histoire de l'art et du monde.